# Danijar Jeleoessinov
Danijar Maratovitsj Jeleoessinov (Berezino, 13 maart 1991) is een bokser uit Kazachstan. Hij werd olympisch kampioen in de weltergewichtklasse op de Olympische Spelen van 2016.  Hij deed ook mee in 2012 in de halfweltergewichtklasse maar verloor in de kwartfinale van Vincenzo Mangiacapre. Ook won hij goud op het wereldkampioenschap boksen in 2013. 
Jeleoessinov heeft in totaal 12 professionele partijen op zijn naam staan. Hij won alle 12 wedstrijden.

## Erelijst

### Olympische Spelen
- 2016 in Rio de Janeiro, Brazilië (−69 kg)

### Wereldkampioenschappen
- 2013 in Almaty, Kazachstan (–69 kg)
- 2015 in Doha, Qatar (–69 kg)

### Aziatische Spelen
- 2010 in Guangzhou, China (–64 kg)
- 2014 in Incheon, Zuid-Korea (–69 kg)

1904: Albert Young ·
1920: Bert Schneider ·
1924: Jean Delarge ·
1928: Ted Morgan ·
1932: Edward Flynn ·
1936: Sten Suvio ·
1948: Július Torma ·
1952: Zygmunt Chychła ·
1956: Nicolae Linca ·
1960: Nino Benvenuti ·
1964: Marian Kasprzyk ·
1968: Manfred Wolke ·
1972: Emilio Correa ·
1976: Jochen Bachfeld ·
1980: Andrés Aldama ·
1984: Mark Breland ·
1988: Robert Wangila ·
1992: Michael Carruth ·
1996: Oleg Saitov ·
2000: Oleg Saitov ·
2004: Bachtijar Artajev ·
2008: Bachit Sarsekbajev ·
2012: Serik Sapijev ·
2016: Danijar Jeleoessinov ·
2020: Roniel Iglesias ·
2024: Asadkhuja Muydinkhujaev